# Olsberg
Olsberg là một thị xã ở huyện Hochsauerland, bang Nordrhein-Westfalen, nước Đức. Đô thị Olsberg có diện tích 117,97 km².
Đô thị này nằm bên sông Ruhr, cự ly khoảng 15 km về phía đông của Meschede.
Đô thị giáp ranh:
- Bestwig
- Brilon
- Winterberg
- Schmallenberg
- Willingen

Các khu vực dân cư:
- Antfeld
- Assinghausen
- Bigge
- Olsberg
- Bruchhausen
- Brunskappel
- Elleringhausen
- Elpe/Heinrichsdorf
- Gevelinghausen
- Helmeringhausen
- Wiemeringhausen
- Wulmeringhausen

## Đô thị kết nghĩa
- Olsberg, Bang Aargau (Thụy Sĩ) -- từ năm 1974
- Fruges (Pháp) -- từ năm 1965
- Jöhstadt (Đức) -- từ năm 1990